# Vláda Tadeusze Mazowieckého
Vláda Tadeusze Mazowieckého byla polská vláda během období přechodu k demokracii, od 12. září 1989 do 12. ledna 1991. Jedná se o poslední vládu Polské lidové republiky a první vládu Třetí Polské republiky. Po polosvobodných volbách v červenci 1989 a neúspěšném pokusu Czesława Kiszczaka o sestavení vlády zvolil 24. srpna 1989 Sejm na návrh prezidenta Wojciecha Jaruzelského premiérem Tadeusze Mazowieckého. Ten sestavil širokou koalici ze zástupců Solidarity a dosavadních prorežimních stran Polské sjednocené dělnické strany, Sjednocené lidové strany a Demokratické strany.
Vláda podala demisi 25. listopadu 1990 kvůli Mazowieckého porážce v prezidentských volbách. Svoje úkoly plnila až do 12. ledna 1991 (premiér do 4. ledna), kdy byla jmenována nová vláda Jana Krzysztofa Bieleckého.

## Složení vlády
| Portfej                                                                             | Ministr / člen vlády    | Strana     | Nástup do úřadu  | Odchod z úřadu   |
| ----------------------------------------------------------------------------------- | ----------------------- | ---------- | ---------------- | ---------------- |
| Předseda vlády                                                                      | Tadeusz Mazowiecki      | Solidarita | 24. srpna 1989   | 4. ledna 1991    |
| Místopředseda vlády Ministr financí                                                 | Leszek Balcerowicz      | Solidarita | 12. září 1989    | 12. ledna 1991   |
| Místopředseda vlády Ministr - ředitel Úřadu vědecko-technického pokroku a realizace | Jan Janowski            | SD         | 12. září 1989    | 12. ledna 1991   |
| Místopředseda vlády                                                                 | Czesław Janicki         | ZSL        | 12. září 1989    | 6. července 1990 |
| Místopředseda vlády                                                                 | Czesław Kiszczak        | PZPR       | 12. září 1989    | 6. července 1990 |
| Ministr zemědělství, výživy a lesnictví                                             | Czesław Janicki         | ZSL        | 12. září 1989    | 6. července 1990 |
| Ministr zemědělství, výživy a lesnictví                                             | Janusz Byliński         | Solidarita | 14. září 1990    | 12. ledna 1991   |
| Ministr vnitra                                                                      | Czesław Kiszczak        | PZPR       | 12. září 1989    | 6. července 1990 |
| Ministr vnitra                                                                      | Krzysztof Kozłowski     | Solidarita | 6. července 1990 | 12. ledna 1991   |
| Ministr - šéf Úřadu vlády                                                           | Jacek Ambroziak         | Solidarita | 12. září 1989    | 12. ledna 1991   |
| Ministr bez portfeje pro sociální a kulturní obce                                   | Artur Balazs            | Solidarita | 12. září 1989    | 12. ledna 1991   |
| Ministr spravedlnosti                                                               | Aleksander Bentkowski   | ZSL        | 12. září 1989    | 12. ledna 1991   |
| Ministryně kultury a umění                                                          | Izabella Cywińska       | Solidarita | 12. září 1989    | 12. ledna 1991   |
| Ministr bez portfeje pro spolupráci s politickými organizacemi                      | Aleksander Hall         | Solidarita | 12. září 1989    | 12. ledna 1991   |
| Ministr životního prostředí a přírodních zdrojů                                     | Bronisław Kamiński      | ZSL        | 12. září 1989    | 12. ledna 1991   |
| Ministr zdravotnictví                                                               | Andrzej Kosiniak-Kamysz | ZSL        | 12. září 1989    | 12. ledna 1991   |
| Ministr komunikací                                                                  | Marek Kucharski         | SD         | 12. září 1989    | 14. září 1990    |
| Ministr komunikací                                                                  | Jerzy Slezak            | SD         | 14. září 1990    | 12. ledna 1991   |
| Ministr práce a sociálních věcí                                                     | Jacek Kuroń             | Solidarita | 12. září 1989    | 12. ledna 1991   |
| Ministr vnitřního trhu                                                              | Aleksander Mackiewicz   | SD         | 12. září 1989    | 12. ledna 1991   |
| Ministr - předseda Centrálního úřadu plánování                                      | Jerzy Osiatyński        | Solidarita | 12. září 1989    | 12. ledna 1991   |
| Ministr územního plánování a stavebnictví                                           | Aleksander Paszyński    | Solidarita | 12. září 1989    | 12. ledna 1991   |
| Ministr školství                                                                    | Henryk Samsonowicz      | Solidarita | 12. září 1989    | 12. ledna 1991   |
| Ministr národní obrany                                                              | Florian Siwicki         | PZPR       | 12. září 1989    | 6. července 1990 |
| Ministr národní obrany                                                              | Piotr Kołodziejczyk     | nestraník  | 6. července 1990 | 12. ledna 1991   |
| Ministr zahraničí                                                                   | Krzysztof Skubiszewski  | nestraník  | 12. září 1989    | 12. ledna 1991   |
| Ministr průmyslu                                                                    | Tadeusz Syryjczyk       | Solidarita | 12. září 1989    | 12. ledna 1991   |
| Ministr zahraniční hospodářské spolupráce                                           | Marcin Święcicki        | PZPR       | 12. září 1989    | 12. ledna 1991   |
| Ministr - předseda Ekonomické rady                                                  | Witold Trzeciakowski    | Solidarita | 12. září 1989    | 12. ledna 1991   |
| Ministr dopravy                                                                     | Franciszek Wielądek     | PZPR       | 12. září 1989    | 6. července 1990 |
| Ministr dopravy                                                                     | Ewaryst Waligórski      | Solidarita | 6. července 1990 | 12. ledna 1991   |
| Ministr privatizace                                                                 | Waldemar Kuczyński      | Solidarita | 14. září 1990    | 12. ledna 1991   |